# هيلين دوك
هيلين دوك (بالفرنسية: Hélène Duc)‏ هي ممثلة فرنسية، ولدت في 22 مارس 1917 في فرنسا، وتوفيت في 23 نوفمبر 2014 بباريس في فرنسا. من الجوائز التي نالتها الصالحون بين الأمم.

## جوائز
- الصالحون بين الأمم

## وصلات خارجية
- هيلين دوك على موقع IMDb (الإنجليزية)
- هيلين دوك على موقع ألو سيني (الفرنسية)
- هيلين دوك على موقع ميوزك برينز (الإنجليزية)
- هيلين دوك على موقع أول موفي (الإنجليزية)
- هيلين دوك على موقع قاعدة بيانات الأفلام السويدية (السويدية)
- هيلين دوك على موقع قاعدة بيانات الفيلم (الإنجليزية)
- هيلين دوك على موقع كينوبويسك (الروسية)